# Kaiabi

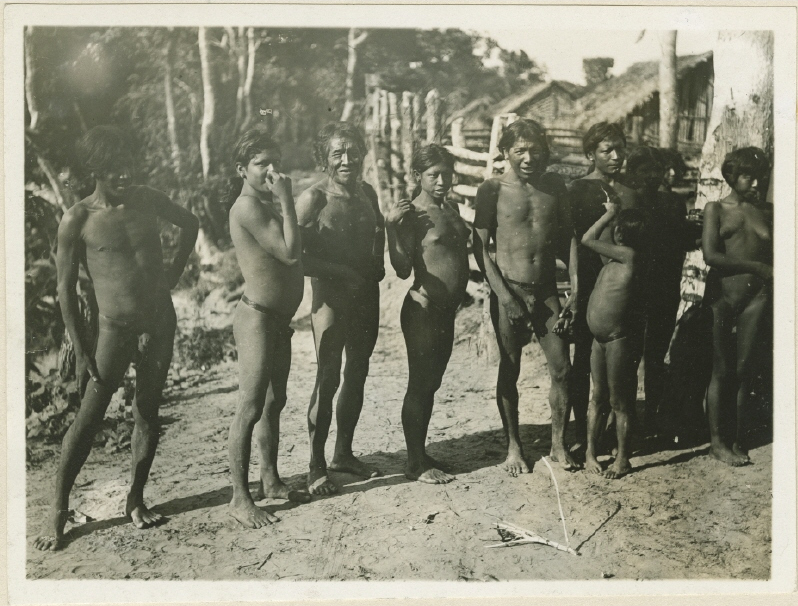
Photographie de Kawaiwete prise en 1927 au Brésil par Max Schmidt.

Les Kawaiwete (auto-dénomination), connus également comme « Kaiabi » (ou Cajabis, Kajabi, Caiabis, Cayabi, Kayabi) sont un peuple dont la plus grande partie de la population vit dans le Parc Indigène du Xingu, État du Mato Grosso, au Brésil.
Jusque dans les années 1940, ils vivaient aux alentours des fleuves Rio dos Peixes et Teles Pires. En 2014 ils comptaient 2 242 personnes (données siasi/sesai).

## Langue
Ils parlent une langue de la famille linguistique tupi-guarani.